# Цителашвили, Тамара Константиновна
Тамара Константиновна Цителашвили (1925 год, Шорапанский уезд, ЗСФСР — дата смерти неизвестна, Грузинская ССР) — звеньевая колхоза имени Чарквиани Зестафонского района, Грузинская ССР. Герой Социалистического Труда (1949).

## Биография
Родилась в 1925 году в одном из сельских населённых пунктов Шорапанского уезда. Трудовую деятельность начала в первые годы Великой Отечественной войны в колхозе имени Чарквиани Зестафонского района (сегодня — Зестафонский муниципалитет). Трудилась рядовой колхозницей. В послевоенные годы была назначена звеньевой комсомольско-молодёжного виноградарского звена.
В 1948 году звено под её руководством собрало в среднем с каждого гектара по 79,7 центнеров винограда шампанских сортов на участке площадью 3,8 гектаров. Указом Президиума Верховного Совета СССР от 9 августа 1949 года удостоена звания Героя Социалистического Труда за «получение высоких урожаев винограда в 1948 году» с вручением ордена Ленина и золотой медали «Серп и Молот».
В последующие годы трудилась в строительной промышленности.
В 1980 году вышла на пенсию. Персональный пенсионер союзного значения. Проживала в Зестафонском районе. Дата смерти не установлена.